# Friedrich Suhr
Pour les articles homonymes, voir Suhr (homonymie).
Friedrich Suhr (6 mai 1907 à Lunebourg - 31 mai 1946 à Wuppertal) est un avocat allemand et SS-Obersturmbannführer au sein du NSDAP.

## Jeunesse et carrière
Friedrich Suhr naît le 6 mai 1907 à Lünebourg. Il étudie le droit à Göttingen à l'Université de Fribourg-en-Brisgau et obtient son doctorat en droit.
Après le Machtergreifung, il entre au NSDAP le 1er mai 1933 (membre n ° 2 623 241) après avoir été admis dans la SS (membre n ° 65 824) le 1er février de la même année.
En qualité de juriste, il dirige au RSHA de l'Unité II A 3, s'occupant de problèmes de justice. Il succède alors au SS-Sturmbannführer Paul Mylius. Fin mai 1940, il remplace Werner Best, parti pour la France, comme patron de tout le service II, mais sans en porter le titre.
De juillet 1941 jusqu'à l'automne 1942, il devient le collaborateur d'Eichmann à l'Unité IV B 4 des affaires juives. À ce titre, il prend part à la réunion (bureau Rosenberg) du 29 janvier 1942 qui redéfinit la qualité de Juif dans les territoires de l'est, tout juste après la conférence de Wannsee.
En novembre 1942, Suhr est nommé Befehlshaber der Sicherheitspolizei und des SD (BdS) de Kiev. Il commande alors le Sonderkommandos 4b de l'Einsatzgruppe C, et ceci jusqu'au 5 août 1943 pour prendre le jour suivant le commandement de l'Einsatzkommando 6 jusqu'en novembre 1943.
Il est ensuite missionné à Toulouse comme BdS et commandant Höhere SS- und Polizeiführer du groupe de combat « Militärbefehlshabers », à l'Ouest. Il est nommé chef de la police dans le Haut-Rhin à la fin 1944.
Une gigantesque opération contre les Mouvements unis de la Résistance (MUR) est organisée par la Gestapo de Suhr. Ainsi, la trahison d’un des responsables de la Résistance aurait précipité la chute de François Verdier et le démantèlement des MUR.
Arrêté et emprisonné par les Alliés, il se suicide pour éviter tout jugement le 31 mai 1946 dans la prison d'Elberfeld, au centre-ville de Wuppertal.

## Récompenses et distinctions
| Rang SS           | Rang SS                |
| Date              | Rang                   |
| ----------------- | ---------------------- |
| 9 novembre 1938   | SS-Hauptsturmführer    |
| 10 septembre 1939 | SS-Sturmbannführer     |
| 20 avril 1944     | SS-Obersturmbannführer |

- Médaille des Sudètes en octobre
- Reichssportabzeichen Allemand en Bronze
- Distinction SA de sport en Bronze
- SS-Zivilabzeichen (n ° 36 786)
- Ehrenwinkel des Anciens Combattants
- SS-Ehrendegen (de)
- SS-Ehrenring
- Croix allemande en Or
- Insigne de lutte contre les partisans
- Croix militaire (1939) 2e classe avec glaives, le 30 janvier 1943
- Croix militaire (1939) 1re classe avec glaives
- Croix de fer (1939) 2e classe le 20 mai 1943
- Insigne des blessés (1939) en Noir, le 31 mai 1943
- Croix de fer (1939) 1re classe, le 16 décembre 1943
- Nahkampfspange en Bronze 1er niveau, le 25 avril 1944
- D'Infanterie Sturmabzeichen en Bronze, le 25 avril 1944
- Croix de chevalier de la croix de fer en tant que SS-Obersturmbannführer et Commandant d'un groupe de combat au Sicherheitspolizei du SD en France et Höhere SS- und Polizeiführer du groupe de combat Militärbefehlshabers en France/Commandant en chef de l'Ouest, le 11 décembre 1944